# Râul Valea Păișului
Râul Valea Păișului este un curs de apă, afluent al râului Tămașul. 